# Wai Wai Bingo
Wai Wai Bingo (ワイワイビンゴ Wai Wai Bingo?) es un videojuego arcade de estilo medal game desarrollado y publicado por Konami en 1993 en la región de Japón.
Este videojuego de bingo cuenta con personajes de Konami, como Kid Dracula del videojuego Akumajō Special: Boku Dracula-kun, Light y Pastel de los videojuegos de la saga TwinBee, el pulpo Takosuke de los videojuegos de la saga Parodius, Vic Viper y Moai de los videojuegos de la saga Gradius, los ninjas Goemon y Ebisumaru de los videojuegos de la saga Ganbare Goemon y el pingüino Pentarou del videojuego Antarctic Adventure.

## Curiosidades
- Kid Dracula se usa como Martillo.